# Jean Janot
Jean Janot (auch Jean Jehannot) († 1522) war in Paris als Buchhändler und Buchdrucker tätig. Gegen 1500 heiratete er Macée, eine der Töchter des Buchhändlers und -druckers Jean Trepperel († 1511/1512). Seit etwa 1510 war er vereidigter Universitätsbuchhändler. Bis 1519 arbeitete er im Haus Ecu de France in der Rue Neuve-Notre-Dame (Île de la Cité) mit seiner verwitweten Schwiegermutter Marguerite zusammen, anschließend alleine im Haus Saint-Jean-Baptiste in der gleichen Straße.
Zwei seiner Söhne, Denis Janot und Simon Janot, waren ebenfalls als Buchdrucker tätig.